# Политички систем Италије
Политички систем Републике Италије је дефинисан Уставом Италије. Политика Италије се спроводи кроз парламентарну републику са вишепартијским системом. Италија је демократска република од 2. јуна 1946. године, када је укинута монархија на народном референдуму и изабрана конститутивна скупштина за израду устава, који је проглашен 1. јануара 1948. године.
Извршну власт врши Савјет министара, који предводи предсједник Савјета министара. Законодавна власт је распоређена првенствено на два дома Парламента, а затим на Савјет министара који може предлагати закона и држати већину у оба парламентарна дома. Судска власт је независна од извршне и законодавне власти. Њу предводи Врховни савјет судства, тијело којим предсједава Предсједник, који је и шеф државе, иако је ова дужност одвојена од свих грана власти. Тренутни предсједник је Серђо Матарела, а предједник Савјета министар је Ђузепе Конте.
Економист интелиџенс јунит је Италију рангирао 2017. године као слабу демократију. Висок степен фрагментације и политичке нестабилности, који често доводе до краткорочних коалиционих влада, карактеристичан је за италијански политички систем. Италија је од краја Другог свјетског рата до данас имала укупно 61 владу.

## Уређење

### Парламент
Државно законодавство припада Скупштини на основу члана 70 италијанског Устава.
Парламент је подељен у два дома:
- Дом посланика
- Сенат Републике

### Извршна власт

#### Влада
Извршна власт поверена је влади у оквиру које, у складу са чл. 92, Ц. 1 Устава, постоје три различита тела:
- председник Савета министара (премијер);
- министри Савјета министара (кабинет);
- Савет министара (формиран од претходна два тела).

Формирање Владе регулише чл. 92, Ц. 2, чл. 93 и чл. 94 Устава и уставној пракси консолидоване у времену. Влада зависи од поверења оба дома парламента и у њеној је моћи да упита декрет-законе (итал. decreti legge) који се морају потврдити гласањем у Парламенту у року од 60 дана.

#### Председник Савета министара
Председник Савета министара је шеф владе. Он је именован од стране председника Републике.
Једном постављен председник предлаже именовање појединих министара, који ће заједно формирати Савет министара, ако добију поверење у оба дома парламента.
Председник Савета министара координира активности министара и одговоран је за активности владе и de facto је арбитар италијанске политике, с тим што председник републике има чисто симболичку важност.

#### Министарства
Министарстава одговорна за ред:
- Министарство иностраних послова,
- Министарство унутрашњих послова,
- Министарство правде,
- Министарство одбране.

Министарства са економске и финансијске послове:
- Министарство привреде и финансија,
- Министарство за економски развој,
- Министарство пољопривреде, хране и шумарства.

Министарстава одговорна за школско-културно образовање:
- Министарство за образовање, Универзитет и истраживање,
- Министарство баштине и културе,
- Министарство за рад и социјално старање,
- Министарство здравства.

Министарства одговорна за инфраструктуре и услуге:
- Министарство за инфраструктуру и транспорт,
- Министарство животне средине, копна и мора.

### Судство
Суску власт спроводе органи независног и самосталног правосуђа. Судије су носиоци правосудних функција и суде у име народа. Врховни савет судства (итал. Consiglio Superiore della Magistratura) орган је који контролише и администрира судство и независно је од Министарства правде.
Италијански правосудни систем је заснован на римском праву. Области кривичног закона заснивају се на акузаторном систему и прате у основи модел грађанског права. Жалбе се третирају као нови процеси и постоје три степена поступка. Коначну оцену суђења даје Касациони суд (итал. Corte di Cassazione), који одлучује о законитости казне.

### Председник Републике
Председник Републике је шеф државе и представља национално јединство. То је највиша функција и има много задатака које су пре биле додељене краљу Италије. Председник је такође врховни командант оружаних снага. У стварности председникова овлашћења су веома мала, више сличне онима британског монарха.

### Уставни суд
Уставни суд Републике Италије (итал. Corte costituzionale della Repubblica Italiana) има кључну улогу као гарант Устава. То је тело створено после рата.
То је највиши суд Републике, и има задатак да провери да воља законодаваца не иде против Устава, у ствари, кроз своје мишљење о уставности закона, може да „укине“ законе и друге акте третиране као неуставне. Против уставног суда жалба није дозвољена.
Уставни суд се састоји од 15 судија, трећину од истих директно именује председник Републике, једну трећину бира парламент на заједничкој седници, а трећу бирају обични и административни врховни судови.
Председник Уставног суда се бира већином гласова чланова Суда и остаје на дужности три године.
Италија је ратификовала споразум о оснивању МСП и оснивања Европског суда за људска права, али није прихватила обавезну надлежност Међународног суда правде.